# Cynorkis humbertii
Cynorkis humbertii är en orkidéart som beskrevs av Jean Marie Bosser. Cynorkis humbertii ingår i släktet Cynorkis, och familjen orkidéer. Inga underarter finns listade i Catalogue of Life.